# Maurizio Checcucci

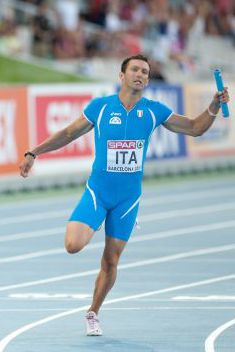
Maurizio Checcucci bei den Leichtathletik-Europameisterschaften 2010

Maurizio Checcucci (* 26. Februar 1974 in Florenz) ist ein ehemaliger italienischer Sprinter.

## Leben
Checcucci gewann bei den Leichtathletik-Junioreneuropameisterschaften 1993 in San Sebastián die Bronzemedaille im 200-Meter-Lauf und wurde 1999 italienischer Meister über dieselbe Distanz. Bei den Olympischen Spielen 2000 in Sydney belegte er mit der italienischen 4-mal-100-Meter-Staffel den siebten Rang.
Bei den Leichtathletik-Weltmeisterschaften 2001 in Edmonton schied die italienische Mannschaft dagegen bereits in der Vorrunde aus. Kurz darauf holte Checcucci jedoch  bei den Mittelmeerspielen in Tunis den Titel in der Staffel sowie die Silbermedaille im 100-Meter-Lauf. Bei den Leichtathletik-Europameisterschaften 2002 in München erreichte er über 100 Meter die Viertelfinalrunde. Bei den Olympischen Spielen 2004 in Athen konnte er sich mit der italienischen Staffel nicht für das Finale qualifizieren, und bei den Leichtathletik-Europameisterschaften 2006 in Göteborg schied er im 100-Meter-Lauf bereits in der Vorrunde aus.
Mit der Staffel verpasste Checcucci auch bei den Leichtathletik-Weltmeisterschaften 2007 in Osaka den Finaleinzug, konnte sich jedoch bei den 2009 in Pescara einen weiteren Titel bei den Mittelmeerspielen sichern. Seinen bis dahin bedeutendsten Erfolg feierte er bei den Leichtathletik-Europameisterschaften 2010 in Barcelona mit dem Gewinn der Silbermedaille in der 4-mal-100-Meter-Staffel hinter der französischen und vor der deutschen Mannschaft. Dabei stellte die italienische Stafette in der Besetzung Roberto Donati, Simone Collio, Emanuele Di Gregorio und Maurizio Checcucci mit einer Zeit von 38,17 Sekunden einen nationalen Rekord auf.
Maurizio Checcucci ist 1,80 m groß und hat ein Wettkampfgewicht von 77 kg. Er gehört der Sportgruppe der Polizia di Stato in Padua an.

## Bestleistungen
- 100 m: 10,26 s, 28. Juni 2009, La Chaux-de-Fonds
- 200 m: 20,81 s, 17. Juni 2001, Brixen
- 60 m (Halle): 6,76 s, 24. Januar 2001, Modena